# Gabi Novak
Gabi Novak (Berlin, 8. srpnja 1936. – Zagreb, 11. kolovoza 2025.) bila je hrvatska pjevačica.

## Životopis

### Obitelj i porijeklo
Rođena je 1936. u Berlinu. Njen otac Đuro Novak je s Hvara, a majka Elizabeth Reiman je Njemica iz Berlina. Djetinjstvo je provela u Berlinu. Početkom Drugog svjetskog rata, obitelj se preselila na Hvar. Partizani su oca s Hvara odveli na Vis i ubili 1943. godine.

### Život i karijera
U Zagrebu je završila grafički smjer u Školi primijenjene umjetnosti. Radila je u Vjesniku, a zatim u Zagreb filmu kao crtačica i scenograf. Posuđivala je glasove animiranim likovima. Njene vokalne sposobnosti primijetio je Bojan Adamič i pozvao je da gostuje na koncertima Big Benda u Ljubljani. Pjevala je pjesmu „Sretan put” iz filma H-8. Uskoro je nastupila na Zagrebfestu s pjesmom „Ljubav ili šala”. Na Bledskom jazz festivalu 1958., pjevala je u duetu s Louisom Armstrongom. Godine 1964. dobila je ponudu da pjeva na zapadnom tržištu, ali je odustala od toga jer nije htjela pristati na promjenu izgleda i druge uvjete. Pažljivo je birala pjesme i pjevala samo one koje su joj se sviđale. 
Udala se za Arsena Dedića 1970., a tri godine poslije rodila je sina јеdinca Matiju Dedića. Arsen Dedić je napisao veliki broj skladbi koje je Gabi Novak otpjevala. Dobila je Porina za najbolju žensku vokalnu izvedbu za izvedbe na albumu Pjesma je moj život 2003. i za poseban doprinos hrvatskoj zabavnoj glazbi 2006.

### Smrt
Preminula je 11. kolovoza 2025. u Zagrebu.

## Diskografija
- 1961. – LP – Pjeva Gabi Novak
- 1970. – LP – Gabi (kompilacija, Jugoton)
- 1971. – LP – Gabi (kompilacija, PGP RTB)
- 1974. – LP – Samo žena
- 1977. – LP – Gabi 77
- 1978. – LP – Najveći uspjesi (kompilacija)
- 1980. – LP – Gabi & Arsen
- 1982. – LP – Gabi
- 1985. – LP – Nada
- 1988. – LP – Hrabri ljudi (Gabi i Arsen)
- 1993. – Retrospektiva (kompilacija)
- 1997. – Adrese moje mladosti
- 2002. – Pjesma je moj život
- 2003. – Pjeva Gabi Novak (reizdanje)
- 2006. – Zlatna kolekcija (kompilacija)

## Festivali
- "Ljubav ili šala" (Zagrebfest ´59)
- "Meštrovićev zdenac" (Zagrebfest 1960.)
- "Tvoji koraci" (Beogradsko proleće 1962.)
- "Zbogom" (Beogradsko proleće 1963.)
- "Kuća pored mora" (Split ´64)
- "Još uvijek" (Zagrebfest 1965.)
- "Adrese moje mladosti" (Opatija ´66)
- "Za našu ljubav to je kraj" (Zagrebfest 1966.)
- "Vino i gitare" (Opatija ´67)
- "Malo riječi treba kad se voli" (Opatija 1969.)
- "Gazi, dragi, srce moje" (Zagrebfest 1971.)
- "Samo ljubav zna" (Zagrebfest 1972.)
- "Kuća za ptice" (Zagrebfest 1973.)
- "Ne smijem ti prići" (Zagrebfest 1975.)
- "Grlice u šumi" (Zagrebfest 1976.)
- "Što je ljubav"  (Vaš šlager sezone 1979.)
- "Pamtim samo sretne dane" (Zagrebfest ´79)
- "On me voli na svoj način" (Zagrebfest ´80)
- "Oko jedne hiže navek tiči lete" (Krapina ´80)
- "Jedini moj" (Vaš šlager sezone 1981.)
- "Plava ruža zaborava" (Zagrebfest 1981.)
- "Stranac" (Zagrebfest 1983.)
- "Nada" (Opatija ´85)
- "Otok" (Zagrebfest 1985.)
- "Gore glavu" (MESAM 1986.)
- "Hrabri ljudi" (MESAM 1987.)
- "Kako mogu vjerovati" (MESAM 1988.)
- "Ne mijenjaj ništa" (Zagrebfest 1995.)
- "Ista" (Zagrebfest 1996.)
- "Šibenska nevista" (Šibenik ´98)
- "Živim u snu" (Zagrebfest 2001.)